# HD158234
HD158234 — хімічно пекулярна зоря спектрального класу
A0 й має видиму зоряну величину в смузі V приблизно 9,7.

## Пекулярний хімічний склад
Зоряна атмосфера HD158234 має підвищений вміст
Si
.